# Análisis cuantitativo (química)
En química se conoce como análisis cuantitativo a la determinación de la abundancia absoluta/relativa (muchas veces expresada como concentración) de una, varias o todas las sustancias químicas presentes en una muestra.
Una vez que se conoce la presencia de cierta sustancia en una muestra, la cuantificación o medida de su abundancia absoluta o relativa puede ayudar en la determinación de sus propiedades específicas.
Por ejemplo, el análisis cuantitativo realizado por espectrometría de masas sobre muestras biológicas puede aportar, por la proporción de abundancia relativa de ciertas proteínas específicas, indicaciones de ciertas enfermedades, como el cáncer.

## Cuantitativo vs. Cualitativo
El término muchas veces se usa en comparación con el "análisis cualitativo", el cual busca información sobre la identidad o forma de la sustancia presente. Por ejemplo, a un químico se le podría dar una muestra sólida desconocida. Él usará técnicas "cualitativas" para identificar los componentes presentes, y luego técnicas "cuantitativas" para determinar la cantidad de cada uno de estos componentes. Por ejemplo, se han desarrollado procedimientos cuidadosos para reconocer la presencia de diferentes iones metálicos; estas técnicas integran colectivamente el análisis cualitativo inorgánico. Han sido reemplazadas en gran parte por modernos instrumentos y técnicas automáticas, capaces de detectar y cuantificar la cantidad de cada componente. También existen pruebas similares para identificar compuestos orgánicos comprobando la presencia de diferentes grupos funcionales y métodos cuantitativos que indican la cantidad o abundancia relativa de esas sustancias.
| Instrumento clásico            | Instrumento electrónico | Moderno equipamiento científico                                 |
| ------------------------------ | ----------------------- | --------------------------------------------------------------- |
|                                |                         |                                                                 |
| Balanza analítica de precisión | Balanza electrónica     | Espectrómetro de masas para medida de relaciones entre isótopos |

Muchas técnicas pueden usarse para medidas tanto cualitativas como cuantitativas y reciben el nombre general de ensayos químicos. Por ejemplo, supongamos que hay un indicador que cambia de color en presencia de un ion metálico en disolución. Este puede usarse como un examen cualitativo pues bastaría comprobar el cambio de color del indicador al añadir una gota de la muestra. También puede ser usado para pruebas cuantitativas, estudiando el color del indicador con diferentes concentraciones de ese ion metálico. Esto probablemente podrá hacerse usando espectroscopia ultravioleta-visible.

## Tipos de métodos de análisis cuantitativos
Los métodos y técnicas de análisis cuantitativo pueden clasificarse en:
- Gravimétricos: Cuantifican la masa de la sustancia a analizar (analito) o de algún compuesto químicamente relacionado con él.
- Volumétricos: Cuantifican el volumen de una disolución de una sustancia químicamente equivalente al analito. Un ejemplo es la valoración ácido-base, la valoración redox, las valoraciones complexométricas o las valoraciones por precipitación.
- Ópticos: Espectroscópicos y no-espectroscópicos: Cuantifican la interacción entre la radiación electromagnética con el analito o las radiaciones que emanan del mismo.[3] Se pueden estudiar los espectros de absorción (como en la espectroscopia de resonancia magnética nuclear o en la espectrofotometría ultravioleta-visible), los espectros de emisión (como en la espectrofluorimetría) y los espectros Raman (en la espectroscopia Raman), u otras propiedades ópticas (como en la refractometría o la polarografía).
- Electroanalíticos: Cuantifican ciertas magnitudes eléctricas relacionadas con la cantidad de analito. Algunos ejemplos son la potenciometría, culombimetría y la electrogravimetría.[4]
- Otros métodos variados: Cuantifican propiedades térmicas (como la conductividad térmica), radiactivas, etc. Un ejemplo es la calorimetría.[4]